# Clan Menzies
Menzies ist der Name eines schottischen Clans, der aus dem Gebiet zwischen Perth und dem Great Glen stammt. 

## Geschichte
Erstmals in einer Frühform erwähnt wurde er 1249, als Alexander III. von Schottland Sir Robert de Meyners zum Lord High Chamberlain ernannte. Roberts Sohn Alexander erwarb Weem und Aberfeldy und erhielt von Robert the Bruce als Belohnung für seine Unterstützung die Baronien von Glendochart und Durisdeer. In den Jakobiteraufständen von 1715 und 1745 standen die Menzies klar auf der Seite der Rebellen und befanden sich so beide Male auf der Seite der Verlierer. Der Clansitz war bis 1910, als die direkte Familienlinie endete, Castle Menzies in Weem. 1957 wurde es von der Menzies Clan Society zurückgekauft und restauriert. 
Das Motto des Clans lautet Vill God I zall („Ich werde, so Gott will“).

## Bilder

Clan-Abzeichen mit Motto
Wappen der Menzies
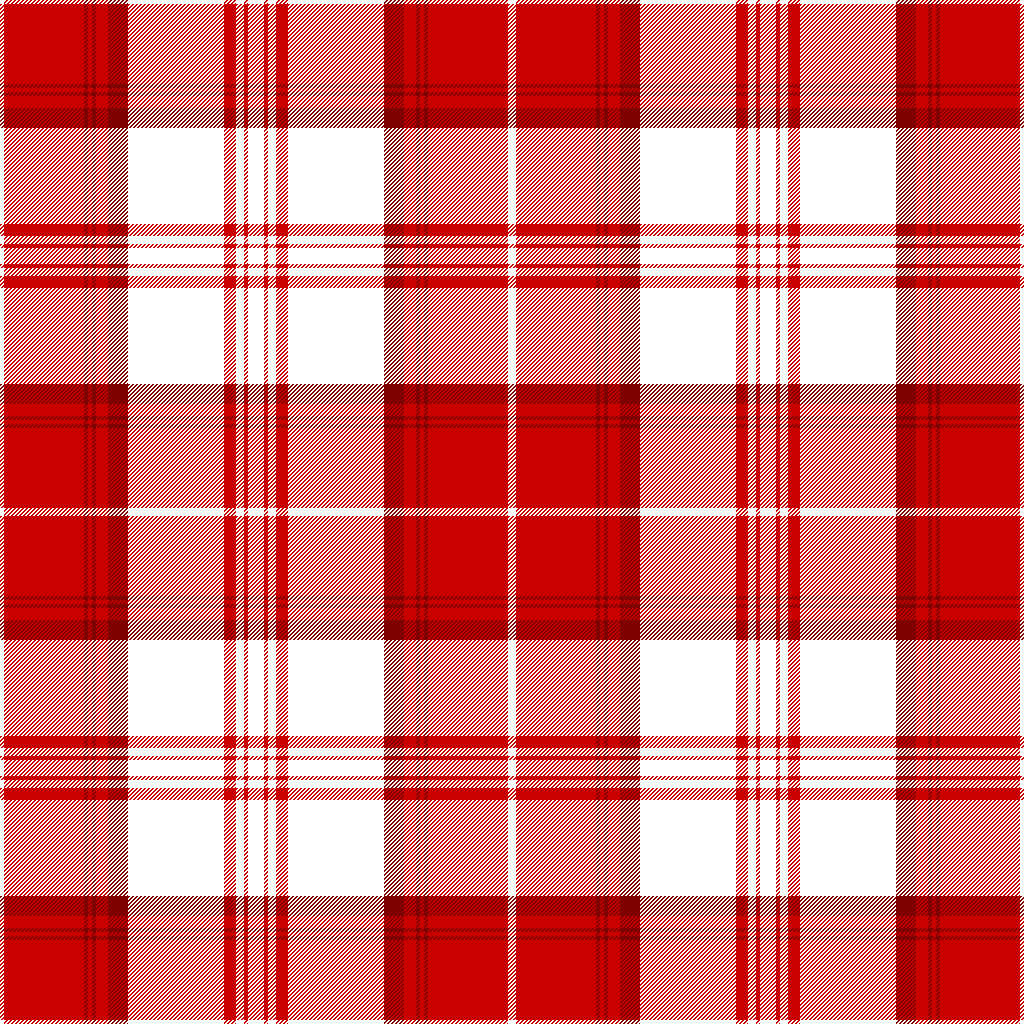
Tartan